# Шваберная
Шва́берная, ко́мната убо́рочного инвентаря́, кладо́вка убо́рщицы или мо́повая (от англ. mop — швабра) — внутреннее помещение для хранения моющих средств и инструментов для уборки. В зависимости от типа уборки, назначения и размера здания, могут включать в себя: поддоны и раковины с трапом, нижние краны для набора воды в вёдра и гибкие шланговые краны в мойках. В зданиях с высокими холлами или частных домах, имеющих второй свет, шваберные могут иметь потолок более высокий, чем в среднем по зданию, в целях хранения лестниц для уборки, швабр, мётел и пипидастров с удлинёнными ручками. В случае хранения пожароопасных моющих препаратов, шваберная должна иметь металлическую огнестойкую дверь.
В расширенном варианте шваберные имеют окно для проветривания или свой выход на улицу с пандусом для закатывания моповых тележек и полотёрных машин, вытяжной вентилятор, стиральную машину и сушильный аппарат для мойки и сушки тряпок, полотенцесушитель для высушивания тряпок, мойку, поддон для набора воды в вёдра, шкафы для хранения пылесосов, парогенераторов, генераторов холодного тумана для дезинфекции, бытовой химии и уборочных инструментов, розетки для зарядки уборочной техники. На стенах могут размещаться вешалки для швабр и мётел разного цвета, в соответствии с цветовыми кодами, необходимыми для последовательной мойки особо чистых помещений — операционных в больницах или лабораторий. Дверной проём в шваберную может быть увеличен в высоту для облегчения заноса лестниц для обслуживания штор, уборки и замены ламп в светильниках, устранения паутин с потолков, а также заноса швабр и щёток с удлинёнными ручками. В зданиях с длинными коридорами — гостиницах, больницах, офисах — часто проектируется одна центральная шваберная на этаже с мойкой-поддоном и несколько небольших шваберных вдоль коридора с целью сократить время обеспечения персонала уборочными материалами.

## Видеоматериалы
Видеоролик, показывающий шваберную в родильном отделении.